# Bearsted F.C.
Câu lạc bộ bóng đá Bearsted là một câu lạc bộ bóng đá có trụ sở ở Bearsted, gần Maidstone, ở Kent, Anh. Câu lạc bộ hiện là thành viên của Southern Counties East League Premier Division và thi đấu trên sân Honey Lane ở Otham.

## Lịch sử
Câu lạc bộ bóng đá Bearsted được thành lập vào năm 1895, và sau đó trở thành thành viên của Maidstone & District League. Đội vô địch Division Six vào mùa giải 1961-62, trước khi bắt đầu một mùa giải thành công vào giữa những năm 1970, chứng kiến đội vô địch Division Three vào mùa giải 1973-74, Division Two vào mùa giải tiếp theo và Division One vào mùa giải 1977-78, trước khi giành được các chức vô địch Premier Division liên tiếp trong 1979-80, 1980-81 và 1980-82.
Sau chức vô địch thứ ba, Bearsted chuyển đến Kent County League, vào Division Two của Western Section. Đội đã giành chiến thắng trong giải đấu đầu tiên, giành quyền thăng hạng lên Division One, giải đấu mà đội cũng đã giành được trong mùa giải đầu tiên tại hạng đấu. Hai mùa giải tiếp theo, đội kết thúc với tư cách á quân, trước khi giành chức vô địch Premier Division mùa giải 1986-87, được thăng hạng lên Senior Division. Mùa giải đầu tiên ở Senior Division đã chứng kiến độii trở thành nhà vô địch giải đấu.
Sau khi tái cấu trúc giải đấu vào năm 1992, Bearsted được xếp vào Division One (West). Sau khi kết thúc với vị trí á quân mùa 1995-96, đội đã vô địch giải đấu mùa giải 1996-97, giành quyền thăng hạng lên Premier Division. Đội kết thúc với vị trí á quân vào mùa giải 1999-2000, trước khi giành chức vô địch liên tiếp vào các mùa giải 2000-01 và 2001-02. Sau khi về thứ tám trong mùa giải 2010-11, câu lạc bộ trở thành thành viên sáng lập của Kent Invicta League năm 2011. Mùa giải 2014-15 chứng kiến đội về đích với tư cách á quân và tiếp tục giành chức vô địch giải đấu và Challenge Shield vào mùa giải 2015-16, giành quyền thăng hạng lên Premier Division của Southern Counties East League, giải Kent Invicta League đã sáp nhập vào.

## Sân vận động
Câu lạc bộ đã thi đấu tại The Green in Bearsted từ khi thành lập cho đến năm 1998, khi chuyển đến Otham Sports Club trên Honey Lane ở Otham để đáp ứng các yêu cầu phân loại sân bãi để chơi ở cấp độ cao hơn.

## Danh hiệu
- Kent Invicta League
  - Vô địch 2015-16
  - Vô địch Challenge Shield 2015-16
- Kent County League
  - Vô địch Premier Division 2000-01, 2001-02
  - Vô địch Division One (West) 1996-97
  - Vô địch Division One (West) Challenge Cup 1992-93
  - Vô địch West Section Senior Division 1987-88
  - Vô địch West Section Premier Division 1986-87
  - Vô địch West Section Division One 1983-84
  - Vô địch West Section Division Two 1982-83
  - Vô địch West Section Senior Division Challenge Cup 1987-88
- Maidstone & District League
  - Vô địch Premier Division 1979-80, 1980-81, 1981-82
  - Vô địch Division One 1977-78
  - Vô địch Division Two 1974-75
  - Vô địch Division Three 1973-74
  - Vô địch Division Six 1961-62
- Inter Regional Challenge Cup
  - Vô địch 1990-91, 1993-94, 1996-97